# Dama w niebieskiej sukni
Dama w niebieskiej sukni (ros. Дама в голубом) – obraz olejny Konstantina Somowa, namalowany w latach 1897–1900. W literaturze znany jest również jako Portret Jelizawiety Martynowej.
Konstantin Somow był fascynatem historii i kultury osiemnastowiecznej Rosji. Jego obrazy zawierają wyraźne wpływy estetyki sztuki rosyjskiej tego okresu. W dziełach malarza nie występuje jednak typowa dla tego okresu beztroska – zastępuje ją nostalgia, wynikająca z żalu Somowa wywołanym przemianami w kraju i odchodzeniem w niepamięć dawnych tradycji.
Nawiązaniem do rosyjskiego malarstwa XVIII wieku jest również Dama w niebieskiej sukni – portret malarki Jelizawiety Martynowej. Somow namalował ją w niebieskiej sukni z koronkowym kołnierzem, typowej dla kobiecej mody rosyjskiej interesującego go okresu, oraz w scenerii znanej mu z wykonywanych w tym okresie portretów. Martynowa stoi na tle ciemnozielonego drzewa w parku, w którym na dalszym planie przechadza się jeszcze kilka osób. Twarz modelki, zwróconej wprost do widza, wyraża zadumę, smutek i rozczarowanie. Kobieta trzyma w prawej dłoni książkę, którą przed chwilą czytała; odsuwa ją od siebie zdecydowanym gestem. Somow ukazał w ten sposób rozterki i rozczarowania współczesnych mu rosyjskich artystów i inteligentów. Zniechęceni do życia mieszczańskiego, skupionego na bogaceniu się, poszukiwali oni ucieczki od współczesnego świata w marzeniach, czego symbolem jest trzymana przez modelkę książka (prawdopodobnie powieść). Jednak pogrążanie się w rozmyślaniach prowadziło jedynie do wzrostu rozgoryczenia w stosunku do realnego świata i własnej sytuacji. Dlatego bohaterka obrazu z niechęcią odsuwa lekturę, zaś jej smutek bierze swoje źródło w świadomości, iż upragniony spokojny i harmonijny świat jest nieosiągalny, mimo jego pozorów (idylliczny park w tle).
Somow niezwykle realistycznie oddał zarówno wygląd pejzażu w tle, jak i postać modelki i jej ubiór. W zestawieniu z psychologicznym i społecznym przesłaniem obrazu czyni to z Damy w niebieskiej sukni jeden z najlepszych obrazów artysty, jak również jeden z najbardziej udanych rosyjskich portretów końca XIX wieku.